# Division 2 2000/01
Die Division 2 2000/01 war die 62. Austragung der zweithöchsten französischen Fußballliga. Es handelte sich dabei um eine Liga ausschließlich mit Profimannschaften.
Gespielt wurde vom 28. Juli 2000 bis zum 18. Mai 2001. Zweitligameister wurde FC Sochaux-Montbéliard.

## Vereine
Teilnahmeberechtigt waren die 14 Vereine, die nach der vorangegangenen Spielzeit weder in die erste Division auf- noch in die dritte Liga (National) oder tiefer abgestiegen waren; dazu kamen drei Erstligaabsteiger und ebenso viele Aufsteiger aus der National.
Somit spielten in dieser Saison folgende 20 Mannschaften um die Meisterschaft der Division 2:
- zwei aus dem Norden (ES Wasquehal, Aufsteiger AS Beauvais)
- eine aus dem Großraum Paris (US Créteil)
- sechs aus dem Nordwesten (Absteiger Le Havre AC, SM Caen, Stade Laval, Le Mans UC, FC Lorient, Aufsteiger SCO Angers)
- drei aus dem Nordosten (Absteiger AS Nancy, FC Sochaux, FC Gueugnon)
- zwei aus dem Südwesten (LB Châteauroux, Chamois Niort)
- fünf aus dem Südosten (Absteiger HSC Montpellier, Olympique Nîmes, Aufsteiger FC Martigues, AS Cannes, OGC Nizza)
- eine aus Korsika (AC Ajaccio)

Direkt aufstiegsberechtigt waren die drei erstplatzierten Klubs. Die drei schlechtestplatzierten Teilnehmer mussten absteigen und wurden durch ebenso viele Drittligaaufsteiger ersetzt.

## Saisonverlauf
Jede Mannschaft trug gegen jeden Gruppengegner ein Hin- und ein Rückspiel aus, einmal vor eigenem Publikum und einmal auswärts. Es galt die Drei-Punkte-Regel; bei Punktgleichheit gab die Tordifferenz den Ausschlag für die Platzierung.
An der Tabellenspitze gab es einen Zweikampf um die Meisterschaft zwischen Sochaux und Lorient, der erst am letzten Spieltag entschieden wurde. Mit diesen beiden Mannschaften konnte auch der bestplatzierte Absteiger aus dem Hérault am Ende nicht mehr Schritt halten, der sich aber – anders als Montpelliers „Schicksalsgenossen“ Nancy und Le Havre – frühzeitig sicher sein konnte, den unmittelbaren Wiederaufstieg zu schaffen. In der mit Tabellenrang elf beginnenden Abstiegszone waren auch alle drei Aufsteiger aus der dritten Spielklasse zu finden, von denen nur Beauvais sich einigermaßen zeitig die weitere Zweitligazugehörigkeit sichern konnte, während Angers als Schlusslicht umgehend dorthin zurückkehren musste. Dieses Los hätte eigentlich auch den FC Martigues als Drittletzten getroffen; aber weil mit dem FC Toulouse einer der sportlichen Erstligaabsteiger administrativ in die National „strafversetzt“ wurde, verblieb Martigues in der Division 2.
In den 380 Begegnungen wurden 883 Treffer erzielt; das entspricht einem Mittelwert von 2,3 Toren je Spiel. Erfolgreichster Torschütze und damit Gewinner der Liga-Torjägerkrone war Francileudo Silva dos Santos vom Meister Sochaux mit 21 Treffern. Zur folgenden Spielzeit kamen mit der AS Saint-Étienne und Racing Strasbourg ausnahmsweise nur zwei Absteiger aus der Division 1 hinzu; aus der dritthöchsten Liga stiegen drei Mannschaften auf, und zwar SC Amiens, Grenoble Foot und der FC Istres-Ville-Nouvelle. Somit spielten in der folgenden Saison mit Strasbourg und Amiens die beiden diesjährigen Pokalfinalisten gemeinsam in der zweiten Division.

## Abschlusstabelle
| Pl. | Verein              | Sp. | S  | U  | N  | Tore    | Diff. | Punkte |
| --- | ------------------- | --- | -- | -- | -- | ------- | ----- | ------ |
| 1.  | FC Sochaux          | 38  | 21 | 12 | 5  | 067:270 | +40   | 75     |
| 2.  | FC Lorient          | 38  | 21 | 11 | 6  | 058:340 | +24   | 74     |
| 3.  | HSC Montpellier (A) | 38  | 18 | 14 | 6  | 052:260 | +26   | 68     |
| 4.  | Chamois Niort       | 38  | 15 | 14 | 9  | 058:440 | +14   | 59     |
| 5.  | AS Nancy (A)        | 38  | 15 | 11 | 12 | 046:320 | +14   | 56     |
| 6.  | LB Châteauroux      | 38  | 14 | 14 | 10 | 050:380 | +12   | 56     |
| 7.  | Le Havre AC (A)     | 38  | 14 | 14 | 10 | 048:420 | +6    | 56     |
| 8.  | Olympique Nîmes     | 38  | 14 | 11 | 13 | 053:560 | −3    | 53     |
| 9.  | Stade Laval         | 38  | 15 | 8  | 15 | 039:430 | −4    | 53     |
| 10. | FC Gueugnon         | 38  | 13 | 11 | 14 | 044:500 | −6    | 50     |
| 11. | AS Beauvais (N)     | 38  | 11 | 14 | 13 | 038:420 | −4    | 47     |
| 12. | AC Ajaccio          | 38  | 12 | 10 | 16 | 032:400 | −8    | 46     |
| 13. | ES Wasquehal        | 38  | 11 | 12 | 15 | 037:400 | −3    | 45     |
| 14. | Le Mans UC          | 38  | 9  | 18 | 11 | 037:450 | −8    | 45     |
| 15. | OGC Nizza           | 38  | 13 | 6  | 19 | 039:560 | −17   | 45     |
| 16. | US Créteil          | 38  | 10 | 13 | 15 | 037:430 | −6    | 43     |
| 17. | SM Caen             | 38  | 11 | 10 | 17 | 038:530 | −15   | 43     |
| 18. | FC Martigues (N)    | 38  | 8  | 15 | 15 | 030:460 | −16   | 39     |
| 19. | AS Cannes           | 38  | 8  | 10 | 20 | 045:660 | −21   | 34     |
| 20. | SCO Angers (N)      | 38  | 7  | 12 | 19 | 035:600 | −25   | 33     |

Platzierungskriterien: 1. Punkte – 2. Tordifferenz – 3. geschossene Tore

| (A) | Absteiger aus der Division 1 1999/2000 |
| (N) | Neuaufsteiger                          |